# Galagania involucrata
Galagania involucrata är en växtart i släktet Galagania och familjen flockblommiga växter. Den beskrevs av Jevgenij Petrovitj Korovin som Anethum involucratum, och fick sitt nu gällande namn av Jevgenij Vasiljevitj Kljujkov 2020.
Arten är endemisk för Uzbekistan.